# Harvey-bóbitásantilop
A Harvey-bóbitásantilop (Cephalophus harveyi) az emlősök (Mammalia) osztályának párosujjú patások (Artiodactyla) rendjébe, ezen belül a tülkösszarvúak (Bovidae) családjába és a bóbitásantilop-formák (Cephalophinae) alcsaládjába tartozó faj.

## Előfordulása, élőhelye
Kenya, Tanzánia,  Szomália, Malawi területén élő faj. Egy jelentés beszámol egy  Zambia területén történt észlelésről is. Etiópia területén jelenléte nincs megerősítve. Síkvidéki és montán esőerdőkben, valamint folyó menti erdőkben él. Elterjedési területe nem egybefüggő. 2400 m magasságban is megfigyelték.

## Megjelenése
A kifejlett állat marmagassága 40 cm, tömege 15 kg. Szőrzete főként gesztenyebarna, de lába és pofája fekete.

## Életmódja
A Harvey-bóbitásantilop erdei életmódot folytat, főként a rejtekhelyet nyújtó sűrű erdőket kedveli. Táplálékát levelek, gallyak, gyümölcsök, rovarok, tojások és döghús alkotják.

## Természetvédelmi helyzete
Populációjának létszámát 20 000 egyedre teszik, bár ez valószínűleg jelentősen alábecsült érték. Élőhelyének beszűkülése és a vadászat miatt populációs trendje csökkenő értéket mutat. A védett területeken, nemzeti parkokban nagy számban van jelen. A Természetvédelmi Világszövetséga nem fenyegetett fajok közt tartja nyilván.